# 安觉错
安觉错（藏語：ཨམ་ཅོག་མཚོ།，威利转写：am cog mtsho，THL：Amchok Tso）位于中国西藏自治区日喀则市昂仁县境内，地处昂仁县西南部一山间盆地内。湖面海拔4847米，面积18.5平方公里。安觉错属于雅鲁藏布江水系，湖水主要靠地表径流补给，集水区面积1609.5平方公里。